# Michael Jeffery (Manager)
Frank Michael Jeffery (* 4. März 1933 in Peckham (South London), England; † 5. März 1973 in Nantes, Frankreich) war ein englischer Manager im Musikbusiness. Er managte unter anderem The Animals und Jimi Hendrix. 

## Leben
Jeffery absolvierte zunächst seinen englischen Wehrdienst und begann dann eine Laufbahn beim Militär als Berufssoldat. Zeitweise war er auch in Ägypten stationiert. Parallel soll er auch als Agent für den britischen Geheimdienst MI6 gearbeitet haben. Der genaue berufliche Werdegang lässt sich nur schwer recherchieren, auch mit seinem Vater sprach Jeffery nicht viel über seine Tätigkeit. 
Anfang der 1960er Jahre eröffnete Jeffery den Club-A-Go-go in Newcastle und konzentrierte sich fortan auf eine Karriere in der Musikbranche.

## The Animals
Jeffery kam in Kontakt mit der britischen Rockband The Animals und wurde deren Manager. Während der ersten Jahre der Band brachte er diese, auch durch die regelmäßigen Auftritte im Club-A-Go-go, innerhalb weniger Wochen an die Spitze der englischen Charts.
Nach der Auflösung der Animals im Jahre 1969 aufgrund bandinterner Streitereien beschuldigten viele Fans, aber auch Bandmitglieder, dass Jeffery für diese Unstimmigkeiten verantwortlich gewesen sei.

## Jimi Hendrix
Im Jahre 1966 entschloss sich der ehemalige Bassist der Animals, Chas Chandler, seinen vorigen musikalischen Werdegang zu beenden und sich als Manager im Musikgeschäft zu betätigen. Mit finanzieller Unterstützung durch seinen ehemaligen Manager Jeffery baute Chandler im September 1966 die Band Jimi Hendrix Experience auf und begleitete sie durch ihre Karriere bis 1968. Danach übernahm Jeffery die Kontrolle über Jimi Hendrix’ öffentliches Leben und schloss gleichzeitig Chandler von den folgenden Aktivitäten der Band aus. 

### Streit und Hendrix’ Tod
Es wird berichtet, dass Jeffery für die Formierung der Jimi Hendrix Experience eine Scheinfirma namens Yameta gegründet habe, mit der er große Teile von Hendrix’ späteren Gagen unterschlagen habe. Teile dieser Gelder seien an die Chemical Bank in Nassau, Bahamas und die Nova Scotia Bank geflossen. Nachdem Hendrix von Jefferys unseriösen Aktivitäten erfahren hatte, wollte er sich von Jefferys Management lösen und erhob Klage gegen ihn. Ein Gerichtstermin, zu dem Jeffery erscheinen sollte, wurde kurz vor Hendrix’ Tod im September 1970 anberaumt. 
In seiner 2009 veröffentlichten Autobiografie Rock Roadie beschuldigt Hendrix’ ehemaliger Roadie James Wright den Hendrix-Manager Jeffery des Mordes an Hendrix: Jeffery habe eine Lebensversicherung für Hendrix abgeschlossen und sich selbst als Begünstigten eingetragen, um sich im Erfolgsfall eine Versicherungssumme in Höhe von 1,2 Millionen Pfund auszahlen lassen zu können.

## Tod
Jeffery starb bei einem Flugzeugunglück im Jahre 1973 über Frankreich, einen Tag nach seinem 40. Geburtstag. Neben ihm wurden alle 67 weiteren Insassen getötet.

## Filme
- Executive Producer von Jimi Hendrix – Rainbow Bridge. 1970.

## Dokumentarfilme
Jimi Hendrix – The Last 24 Hours. 2004.